# Rosalía de Castro
María Rosalía Rita de Castro (Santiago de Compostela, España; 23 de febrero de 1837 - Padrón, España; 15 de julio de 1885) fue una poetisa y novelista española que escribió tanto en gallego como en castellano. Considerada entre los grandes poetas de la literatura española del siglo XIX,representa junto con Eduardo Pondal y Curros Enríquez una de las figuras emblemáticas del Rexurdimento gallego y un icono popular pueblo gallego.Su poemario Cantares gallegosestá valorado como la primera gran obra de la literatura gallega contemporánea. Rosalía es, junto con Gustavo Adolfo Bécquer, una de las precursoras de la poesía española moderna.
En el siglo XIX, el gallego estaba relegado a una lengua oral. Si bien en la Edad Media la lírica galaicoportuguesa había gozado de prestigio en la península, con el paso de los siglos el castellano la había desplazado del terreno de la literatura. En ese ambiente, Rosalía publicó Cantares gallegos en 1863, convirtiéndose en una obra clave de la literatura gallega y afianzando el renacer de la misma. 
Rosalía sobresalió en el campo de la poesía, a través de la creación de las que pueden ser consideradas sus tres obras clave: Cantares gallegos, Follas novas y En las orillas del Sar. La primera de ellas representa un canto colectivo, artísticamente logrado, que sirvió de espejo dignificante a la comunidad gallega al emplearse su lengua y tradiciones. También fue útil para proseguir con la tendencia tímidamente iniciada por el pontevedrés Xoán Manuel Pintos con su obra titulada A gaita galega (1853).
En la segunda obra, la autora escribió una poesía de gran profundidad, que emplea el símbolo como método para expresar lo inefable y que revela la plurisignificación propia de la más elevada poesía. Junto con las obras Aires da miña terra (Curros Enríquez), Saudades gallegas (Valentín Lamas Carvajal) y Maxina ou a filla espúrea (Marcial Valladares Núñez) completa el conjunto de obras publicadas en la década de 1880 que hicieron de estos años una etapa clave en el desarrollo de la literatura gallega, aunque la obra de Rosalía siempre mantuvo una posición predominante con respecto al resto.
En las orillas del Sar manifiesta un tono trágico que encaja con las duras circunstancias que rodearon los últimos años de su vida. Escrita en castellano, la obra ahonda en el lirismo subjetivo propio de Follas novas al mismo tiempo que consolida las formas métricas que allí apuntaban. 
En la actualidad, la figura de Rosalía de Castro y sus obras son objeto de estudio, tanto en España como en el extranjero. En las últimas décadas sus poemas han sido traducidos a idiomas como el francés, el alemán, el guaraní, el ruso y el japonés.

## Biografía

### Infancia
Nació en la madrugada del 23 de febrero de 1837 en una casa localizada en el margen derecho del Camiño Novo (Santiago de Compostela), la antigua vía de entrada a la ciudad de Santiago de Compostela para todos aquellos viajeros procedentes de Pontevedra. Hija natural del sacerdote José Martínez Viojo (1798-1871) capellán de la iglesia de Iria y de María Teresa de la Cruz Castro y Abadía (1804-1862), de familia hidalga, soltera de escasos recursos económicos, fue bautizada a las pocas horas de su nacimiento en la capilla del Hospital Real por el presbítero José Vicente Varela y Montero, con los nombres de María Rosalía Rita y figurando como hija de padres desconocidos. Con frecuencia los biógrafos de la escritora gallega han ocultado la condición eclesiástica de su padre, así como también trataron de obviar el hecho de que fue registrada como hija de padres desconocidos y que se libró de entrar en la Inclusa al hacerse cargo de ella su madrina María Francisca Martínez, fiel sirviente de la madre de la recién nacida.

En veinte y cuatro de febrero de mil ochocientos treinta y seis, María Francisca Martínez, vecina de San Juan del Campo, fue madrina de una niña que bauticé solemnemente y puse los santos óleos, llamándole María Rosalía Rita, hija de padres incógnitos, cuya niña llevó la madrina, y va sin número por no haber pasado a la Inclusa; y para que así conste, lo firmo.
 Acta del bautizo firmada por el presbítero José Vicente Varela y Montero.

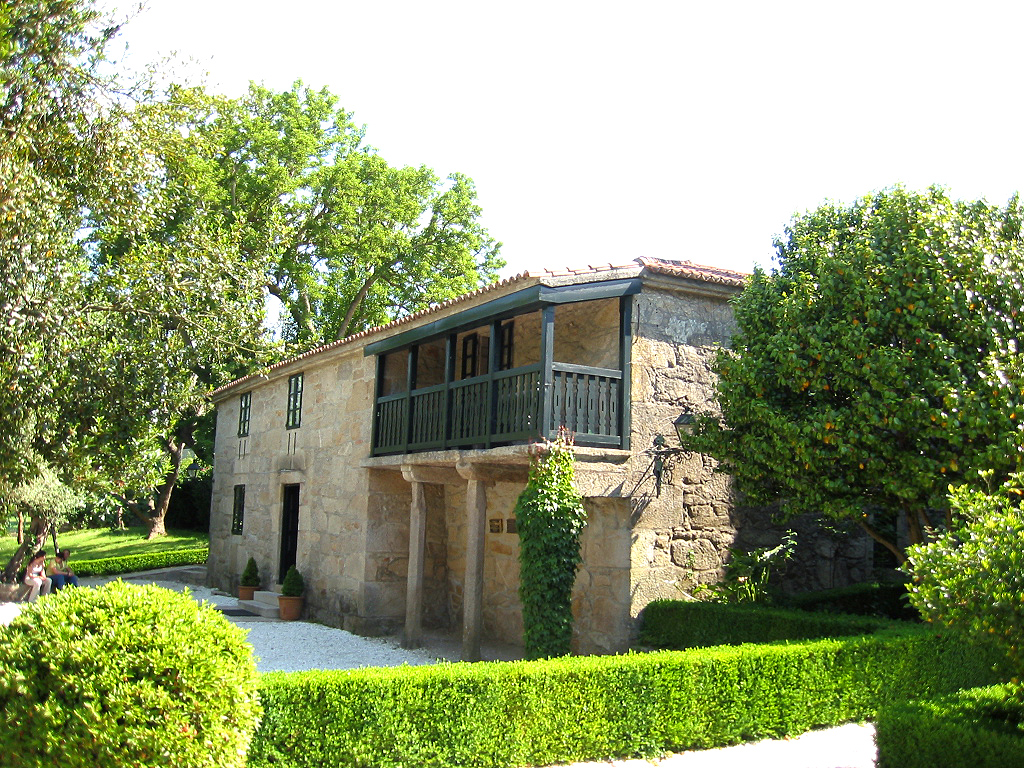
Casa de Rosalía en Padrón, sede de la Fundación Rosalía de Castro.

Cuando nació Rosalía su madre tenía treinta y dos años y aunque llevó en secreto su embarazo parece que asumió su maternidad públicamente. «La relación entre madre e hija en la infancia fue muy estrecha; Teresa de Castro estaba lejos de la imagen de mujer atemorizada y preocupada por las apariencias; su independencia como cabeza de familia le otorgó libertad de criterio y de movimiento para la educación de su hija y la estrecha red familiar que la rodeó fue un apoyo destacado»,  apunta la investigadora María Xesús Lama.
Aunque en ocasiones se señala que Rosalía se crio en el campo con la familia de su padre y así aprendió gallego, por un comentario de Murguía en una carta se sabe que Rosalía hablaba gallego porque pertenecía a una familia nobiliaria «que como todas las de su tiempo hablaba gallego». Investigaciones en el siglo XXI rompen con el mito de que fue abandonada por su madre.  «Rosalía no fue abandonada por su madre», señala Catherine Davies.
En un documento firmado ante notario en 1843 su madre, Teresa de Castro, reconoce a Rosalía como su hija natural y da como fecha del nacimiento el 23 de febrero de 1837. El documento fue localizado en 2021.
Su padre José Martínez Viojo tenía treinta y nueve años cuando nació Rosalía. Su condición sacerdotal le impedía reconocer a su hija y delegó el cuidado en sus hermanas, Teresa y María Josefa, que asumieron su tutela mientras vivió en Ortoño hasta que su madre se hizo cargo de ella.
Es en esta época cuando la escritora toma conciencia de la dureza de la vida del labriego gallego, así como también será en esta parte de su vida cuando tenga conocimiento y vivencia del mundo rural propio de Galicia: la lengua, las costumbres, las creencias o las cantigas que tanto influyeron en su obra titulada Cantares gallegos. Se sabe que en torno al año 1850 la joven se traslada a la ciudad de Santiago de Compostela, donde vivió junto a su madre, aunque ya había convivido con anterioridad con ella en Padrón en 1842 cuando Rosalía tenía poco más de cinco años. Fue en Santiago de Compostela donde Rosalía recibió la instrucción considerada por aquel entonces como la más adecuada para una joven (nociones básicas de dibujo y música), asistiendo de forma habitual a las actividades culturales promovidas por el Liceo de la Juventud junto con personalidades destacadas de la mocedad intelectual compostelana como Manuel Murguía (se duda si fue en este momento cuando conoce a Murguía o posteriormente, en su traslado a Madrid), Eduardo Pondal y Aurelio Aguirre. Todavía en la actualidad es motivo de discusión entre los diferentes críticos la relación que Rosalía mantuvo con Aurelio Aguirre, puesto que a pesar de que se desconoce si existió una relación sentimental entre ambos, la obra del mencionado sí que dejó huella en ciertos poemas de la escritora.

### Madurez

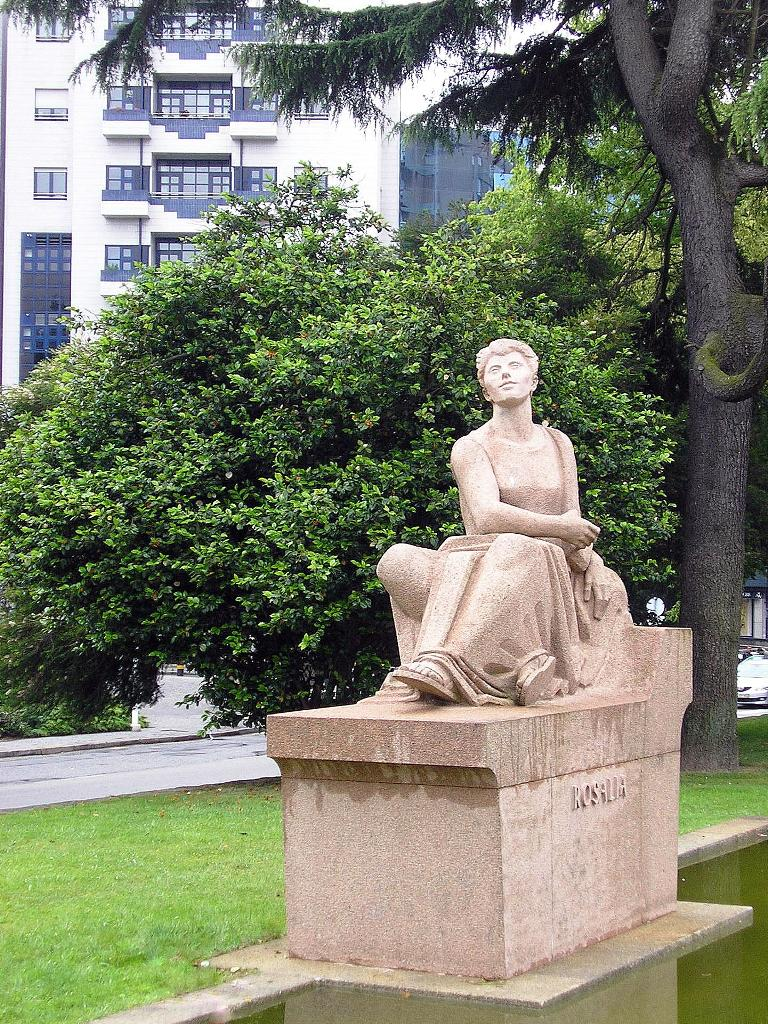
Estatua de Rosalía en la plaza de Galicia, en Oporto

En abril de 1856 Rosalía se trasladó a Madrid junto con la familia de su pariente María Josefa Carmen García-Lugín y Castro, en cuya compañía habitó la planta baja de la casa número 13 de la calle de la Ballesta. No se conoce con exactitud cuál fue el motivo que llevó a mudarse a la escritora, aunque Catherine Davies creyó posible que este hecho fuese debido al escándalo desencadenado a raíz del Banquete de Conxo, en el que desarrollaron un papel relevante varios miembros del Liceo, como Aguirre o Pondal. Un año después de llegar a Madrid, Rosalía publicó un folleto de poesías escrito en lengua castellana que recibió el título de La flor, y que fue acogido con simpatía por parte de Manuel Murguía, quien hizo referencia a él en La Iberia.
El lugar preciso en que Rosalía conoció a Manuel Murguía es motivo de debate. Rosalía y Manuel contrajeron matrimonio el 10 de octubre de 1858 en la iglesia parroquial de San Ildefonso. Fue un amigo común el que posibilitó que ambos entablasen una relación que finalmente acabó en boda. Respecto de la relación que existió entre la pareja la crítica rosaliana sugiere diversas hipótesis, que van desde idílicos cuadros conyugales hasta posturas más que matizadas, que tomando como referencia escritos atribuidos a la poeta, dibujan la psicología de una mujer solitaria, carente de felicidad y escéptica ante el amor. Sin embargo, Murguía fue la primera de las personas que animó a Rosalía en su quehacer literario, siendo él responsable de la publicación de Cantares gallegos. Tampoco le escatimó ni apoyo social ni intelectual. A los siete meses de casarse, Rosalía dio a luz en Santiago de Compostela a su primera hija, llamada Alejandra (12 de mayo de 1859). A esta siguieron Aura (diciembre de 1868); los mellizos Gala y Ovidio (julio de 1871); Amara (julio de 1873); Adriano Honorato (marzo de 1875), quien falleció en noviembre de 1876 a consecuencia de una caída; y Valentina (febrero de 1877), quien nació muerta. Todos los hijos de Rosalía de Castro nacieron en Galicia, ya fuese en Lestrove, La Coruña o Santiago de Compostela.
El matrimonio cambió de domicilio en múltiples ocasiones, a lo que se añadió una separación a causa de las actividades profesionales de Murguía y graves problemas económicos derivados tanto de la inestabilidad laboral del marido como de la parca salud de Rosalía de Castro. Todos estos factores configuran un panorama vital que contribuye a explicar la hipersensibilidad y el pesimismo de la escritora. En 1859 el matrimonio estaba residiendo en La Coruña. Luego pasa a Madrid, de donde Rosalía regresa a Santiago (1861) para volver a la capital española. Con posterioridad existen referencias que permiten afirmar la presencia de la poeta en Lugo y Santiago, además de algunos viajes que realizó el matrimonio a Extremadura, Andalucía, Castilla-La Mancha y Levante. En el mes de septiembre de 1868 se produjo el levantamiento revolucionario español, conocido como La Gloriosa, pasando Murguía de ser secretario de la Junta de Santiago a director del Archivo General de Simancas, cargo que ejerció durante dos años. A partir de este momento la vida de Rosalía se desenvolvió entre Madrid y Simancas, siendo en la ciudad vallisoletana donde escribió gran parte de las composiciones recogidas en Follas novas. A finales de 1869 o en 1870 se produjo el encuentro entre Rosalía de Castro y Gustavo Adolfo Bécquer. Desde 1871 Rosalía de Castro no salió de Galicia. Vivió a partir de este año en las Torres de Lestrove (donde residían sus parientes los Hermida de Castro), en Dodro (La Coruña), en Santiago de Compostela y Padrón, donde prácticamente se instaló en 1875.

### Últimos años

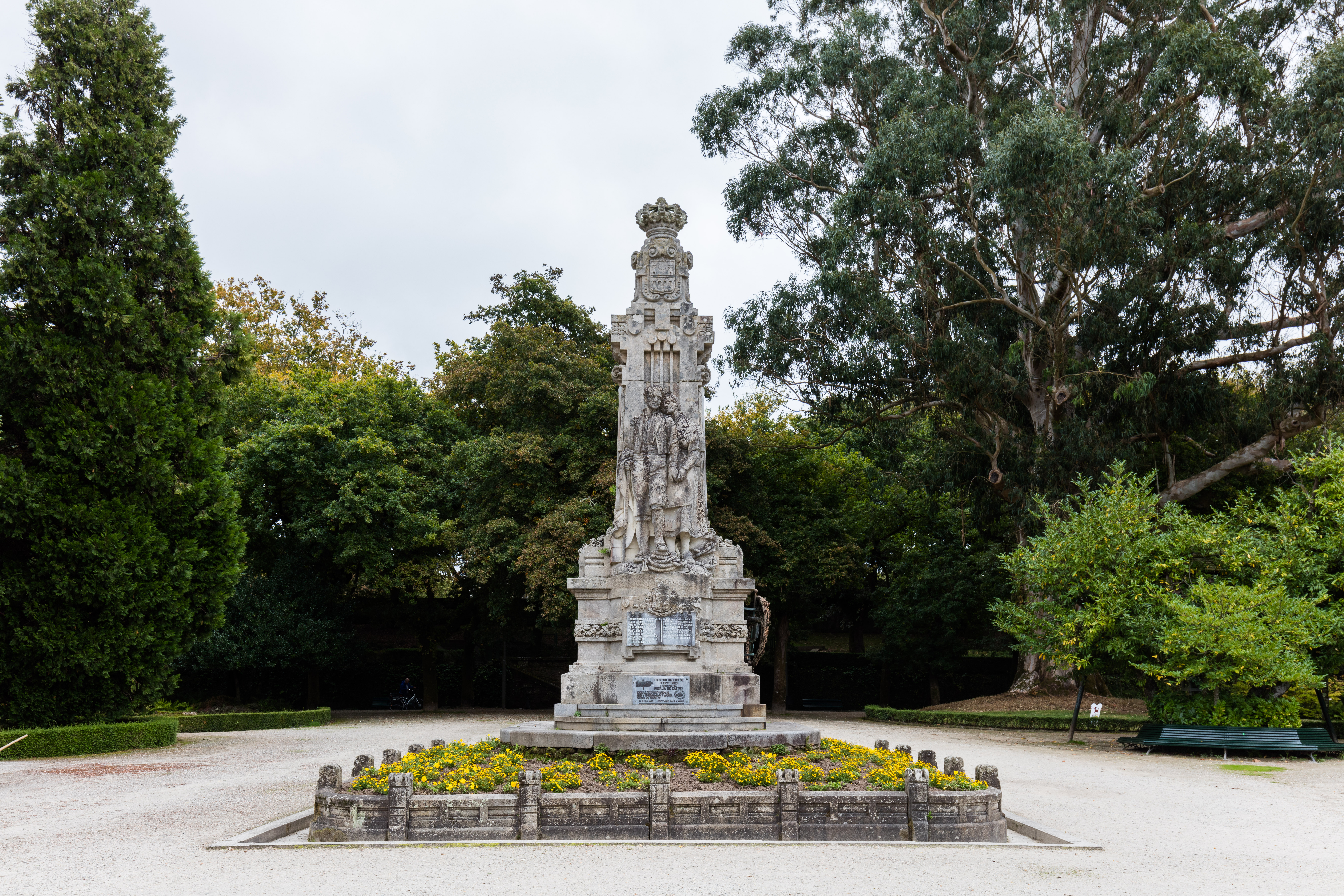
Monumento dedicado a Rosalía de Castro en el parque Alameda, Santiago de Compostela.

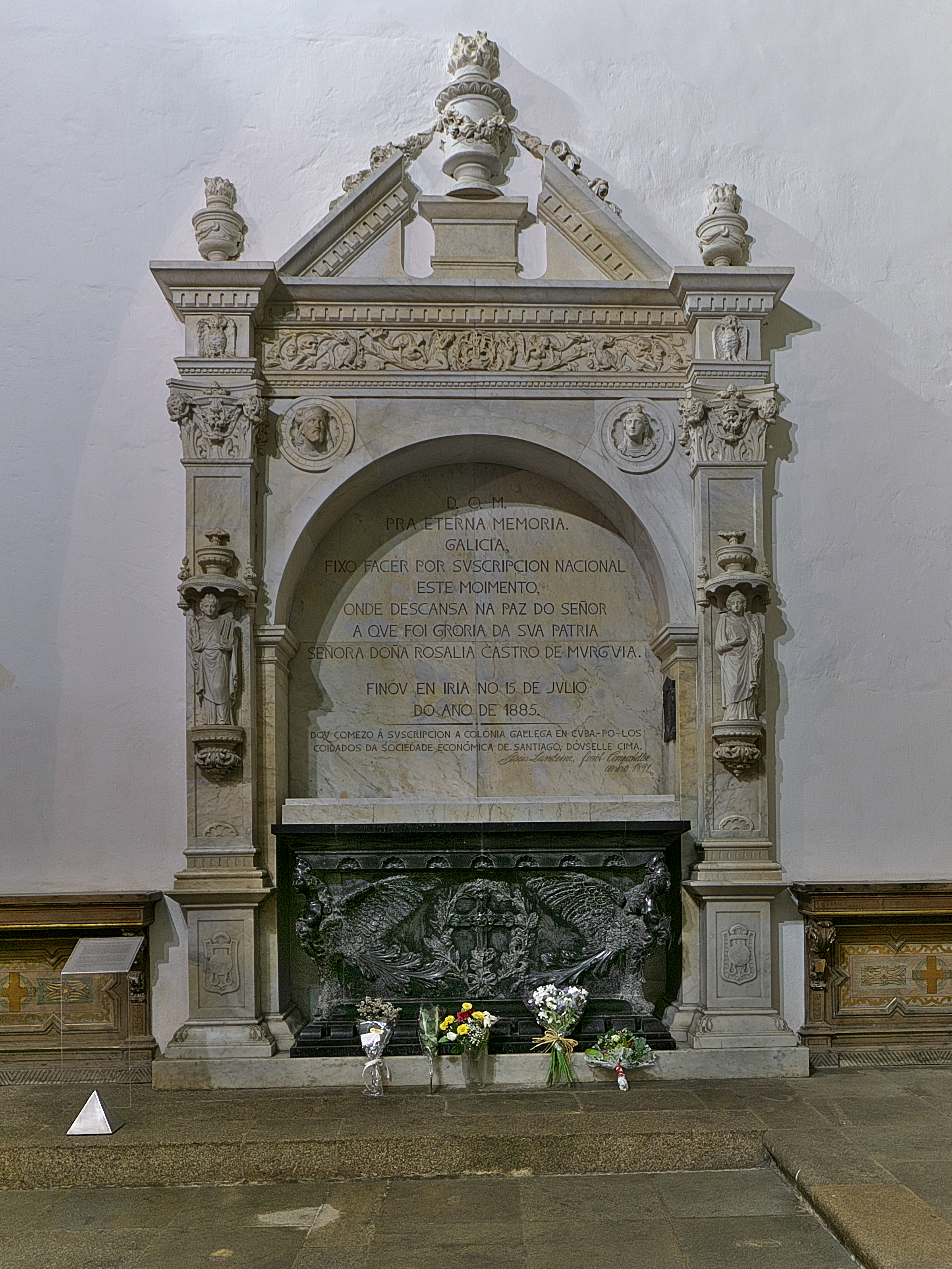
Sepulcro de Rosalía de Castro en el Panteón de Gallegos Ilustres

Los últimos años de la vida de Rosalía transcurrieron en la comarca de Padrón, lugar en el que había pasado su infancia, así como buena parte de su juventud. La Casa grande de Arretén, nombre popular con que el que se conocía al pazo en el que había nacido su progenitora, ya no era de la propiedad de la familia, factor que propició que la escritora tuviese que residir en las Torres de Lestrove entre 1879 y 1882 mientras su marido se encargaba de la dirección en Madrid de La Ilustración Gallega y Asturiana. Finalmente se trasladó junto con su familia a la casa llamada de La Matanza, situada en la parroquia de Iria.
Rosalía nunca disfrutó de una buena salud, pareciendo predestinada desde su juventud a una muerte temprana. Como detalle anecdótico cabe señalar que a su médico principal, el catedrático Maximino Teijeiro, le dedica un libro poniéndole: «De su eterna enferma». También fue atendida, probablemente a requerimiento del anterior, por el cirujano y también catedrático Timoteo Sánchez Freire.
De hecho, en las pocas cartas que se conservan y que esta envió a su marido, con frecuencia se alude a las continuas dolencias que la atenazaban. Poco tiempo antes de fallecer, la escritora decidió pasar una temporada a las orillas del mar y por ello se trasladó a Santiago de Carril. Cierto tiempo después regresó al lugar de La Matanza, donde el cáncer de útero que padecía se fue complicando progresivamente desde 1883, mermando cada vez más a la ya de por sí débil salud de la escritora. Tras tres días de agonía falleció al mediodía del miércoles 15 de julio de 1885, en su casa de La Matanza, a consecuencia de una degeneración cancerosa del útero. El cuerpo inánime recibió sepultura al día siguiente en el cementerio de Adina, localizado en Iria Flavia, que curiosamente había sido cantado en una composición de Rosalía de Castro. No obstante, su cadáver fue exhumado el 15 de mayo de 1891 para ser llevado solemnemente a Santiago de Compostela, donde fue nuevamente sepultado en el mausoleo creado específicamente para la escritora por el escultor Jesús Landeira, situado en la capilla de la Visitación del Convento de Santo Domingo de Bonaval, en el presente Panteón de Galegos Ilustres.
Resultan especialmente ilustrativas las fidedignas líneas escritas por González Besada sobre los últimos momentos de Rosalía: «...recibió con fervor los Santos Sacramentos, recitando en voz baja sus predilectas oraciones. Encargó a sus hijos que quemasen los trabajos literarios que, ordenados y reunidos por ella misma, dejaba sin publicar. Dispuso se la enterrara en el cementerio de Adina, y pidiendo un ramo de pensamientos, la flor de su predilección, no bien se lo acercó a los labios sufrió un ahogo que fue comienzo de su agonía. Delirante, y nublada la vista, dijo a su hija Alejandra: "abre esa ventana que quiero ver el mar", y cerrando sus ojos para siempre, expiró...». Sin embargo, desde Padrón es imposible ver el mar. Por ello resultan enigmáticas estas palabras puestas en boca de una persona para quién el mar fue una perenne tentación de suicidio.

## Obras

### Cantares gallegos

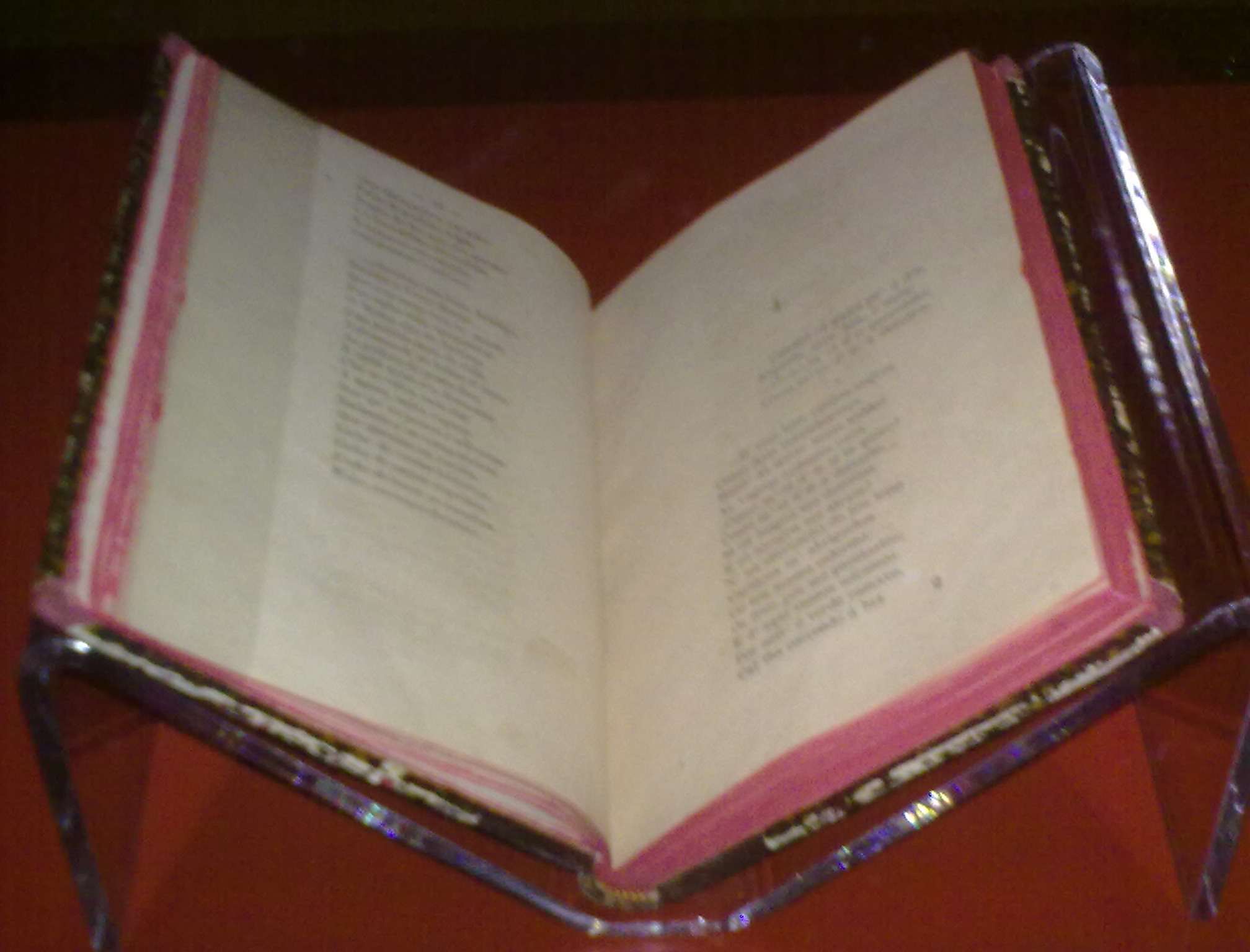
Primera edición de Cantares gallegos, expuesta en la Ciudad de la Cultura de Galicia.

Fue el 17 de mayo de 1863 cuando Manuel Murguía hizo entrega al impresor vigués Juan Compañel del manuscrito de Rosalía de Castro, Cantares gallegos, obra iniciadora del Rexurdimento pleno. Para comprender el origen de esta obra hay que tener presentes factores tales como la familiaridad de la poeta con la música popular, la reivindicación romántica de las culturas tradicionales y de sus manifestaciones populares. Tal fue el éxito alcanzado por la obra que Rosalía de Castro fue invitada a participar en los Juegos Florales de Barcelona, aunque declinó el ofrecimiento. Además, escritores lusos de la generación de 1865, como Antero de Quental o Teófilo Braga, manifestaron con prontitud su admiración por el libro, para en 1868 ser vertidos al catalán dos de los poemas de este por parte de Víctor Balaguer.

#### Estructura y voces
El libro está enmarcado entre los poemas uno y treinta y seis, que constituyen respectivamente el prólogo y epílogo. Además manifiesta una estructura circular al iniciarse con una composición en la que toma la voz una joven a quien invitan a cantar y finalizar con la misma voz de la muchacha que se disculpa por su falta de habilidad para cantar las bellezas de Galicia.
De este modo, los poemas restantes quedan enmarcados por los dos que abren y cierran el discurso lírico y se transforman en una recreación de la artista popular que canta personalmente variopintos motivos, aunque en ciertos momentos le cede la voz a determinados tipos populares o incluso permite que en dos poemas hable la misma autora, concretamente en los números 25 y 33. En estos se hace evidente un yo lírico que puede entenderse como un método que Rosalía emplea con la intención de aparecer como un personaje popular más, dejando patente su pertenencia a la comunidad rural.

#### Temática
En Cantares gallegos se encuentran recogidos cuatro núcleos temáticos fundamentales, que son el costumbrismo, el amor, el intimismo y, en último lugar, el social-patriotismo.
- Temática costumbrista: en un considerable número de composiciones predomina la descripción y la narración para presentar creencias, romerías, devociones o personajes característicos de la cultura popular gallega que Rosalía defendía frente a los estereotipos colonizadores.
- Temática socio-patriótica: en este núcleo temático se engloban aquellas composiciones en las que la emigración, el abandono al que Galicia está condenada y la explotación de los gallegos en tierras extranjeras son los motivos a los que se recurre para criticar la situación de un pueblo gallego maltratado y reivindicar unos valores universales de justicia social.
- Temática amorosa: Estos poemas nos muestran, desde una óptica popular, la manera de vivir el sentimiento amoroso diferentes personajes del pueblo en distintas circunstancias y situaciones.
- Temática intimista: Se incluyen aquí "Campanas de Bastabales" y "Como chove miudiño". La voz de la propia autora expresa sus sentimientos.

### Follas novas

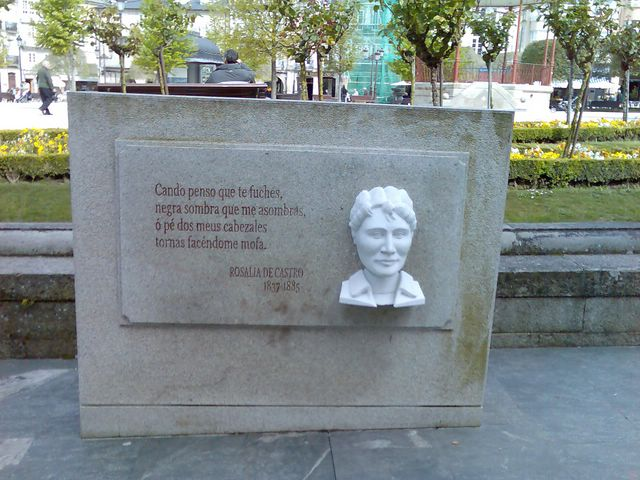
Versos de Follas novas en Lugo.

En 1880 Rosalía de Castro editó en la capital española el que fue su segundo y último libro de versos en lengua gallega, titulado Follas novas. Muchos de los poemas que componen el libro fueron redactados durante la estancia de la familia en Simancas (1869-1870), aunque también existen algunas creaciones literarias que datan de la década de 1870 y que antes de aparecer en el libro ya habían sido publicadas en la prensa. El poemario se halla dividido en cinco partes (Vaguedás, Do íntimo, Varia, Da terra y As viudas dos vivos e as viudas dos mortos) de extensión variable y que no responden a una planificación previa, sino a una ordenación posterior a la elaboración de los textos.
Calificada como la obra más rica y profunda de Rosalía, Follas novas fue y sigue siendo considerada por buena parte de la crítica como el libro de transición entre la poesía colectiva de Cantares gallegos y el radical intimismo de En las orillas del Sar, en el que se da cabida a poemas de corte popular hasta creaciones que tratan el paso del tiempo y la muerte. También se caracteriza por ser una obra que tiene como trasfondo una notable intención social, que se manifiesta en la denuncia que la autora hace de la marginación del sexo femenino, de los niños huérfanos y de los campesinos, especialmente de aquellos que se habían visto en la obligación de emigrar ante las pésimas expectativas económicas del país.

#### Estructura y núcleos temáticos
El libro se abre con una dedicatoria de la autora a la Sociedad de beneficencia dos naturales de Galicia en La Habana, de la que había sido nombrada socia honoraria. A continuación aparece el prólogo de Emilio Castelar, al que sigue un significativo preámbulo de la escritora (titulado Dúas palabras da autora), en el que se explica la característica cohesión existente entre lo personal y lo social, entre los sufrimientos íntimos y las desgracias colectivas, que constituye el eje central del poemario. En este preámbulo, Rosalía pone de manifiesto su intención de no volver a escribir en gallego (cosa que reitera en una carta escrita a Murguía en julio de 1881).

Alá van, pois, as Follas novas, que mellor se dirían vellas, porque o son, e últimas, porque pagada xa a deuda en que me parecía estar coa miña terra, difícil é que volva a escribir máis versos na lengua materna.

Los núcleos temáticos básicos de Follas novas son dos: por un lado se diferencia un tipo de poesía subjetiva, que se corresponde con los dos primeros apartados en que se estructura el libro (Vaguedades y Do íntimo), donde la autora desenvuelve un discurso existencial pesimista y angustiado. Por otro lado existe una poesía objetiva, correspondiente a los apartados cuarto y quinto (Da terra y As viúvas dos vivos e as viúvas dos mortos), en la que se insiste en el aspecto reivindicativo de lo popular y del hombre gallego, y donde se tratan temas que ya aparecieran en Cantares gallegos, como la emigración y la injusticia social.
En el apartado tercero (Varia) coexisten trazas de la poesía objetiva y la subjetiva enseñando el complejo carácter que ofrece la realidad en toda su extensión para servir de puente entre la subjetividad de Do íntimo y la objetividad de Da terra.

#### La concepción de la vida
La obra poética, en la que el sentimiento constante y predominante es la saudade, nos ofrece una visión desolada del mundo y de la vida. También es reseñable la profundización en el yo que realiza la poeta y que la lleva al descubrimiento de una saudade ontológica, un sentimiento misterioso e inefable de soledad sin relación con algo concreto, que está vinculado a la radical orfandad del ser humano. Esta tara existencial, que Rosalía analiza desde su propia vivencia, se percibe como el hallazgo final de un proceso en el que la desgracia va marcando su vida por medio del sufrimiento y del dolor, siendo este último inevitable, como nos lo revela en el poema Unha vez tiven un cravo. Ante esta situación, la única solución es la huida o pérdida absoluta de la conciencia.
Toda la visión desolada de la vida se intensifica con la angustia existencial que se deriva de la omnipresencia de un fantasma que atenaza su vida y que se manifiesta de forma especial en el símbolo oscuro, vago y polisémico de la negra sombra.

### En las orillas del Sar

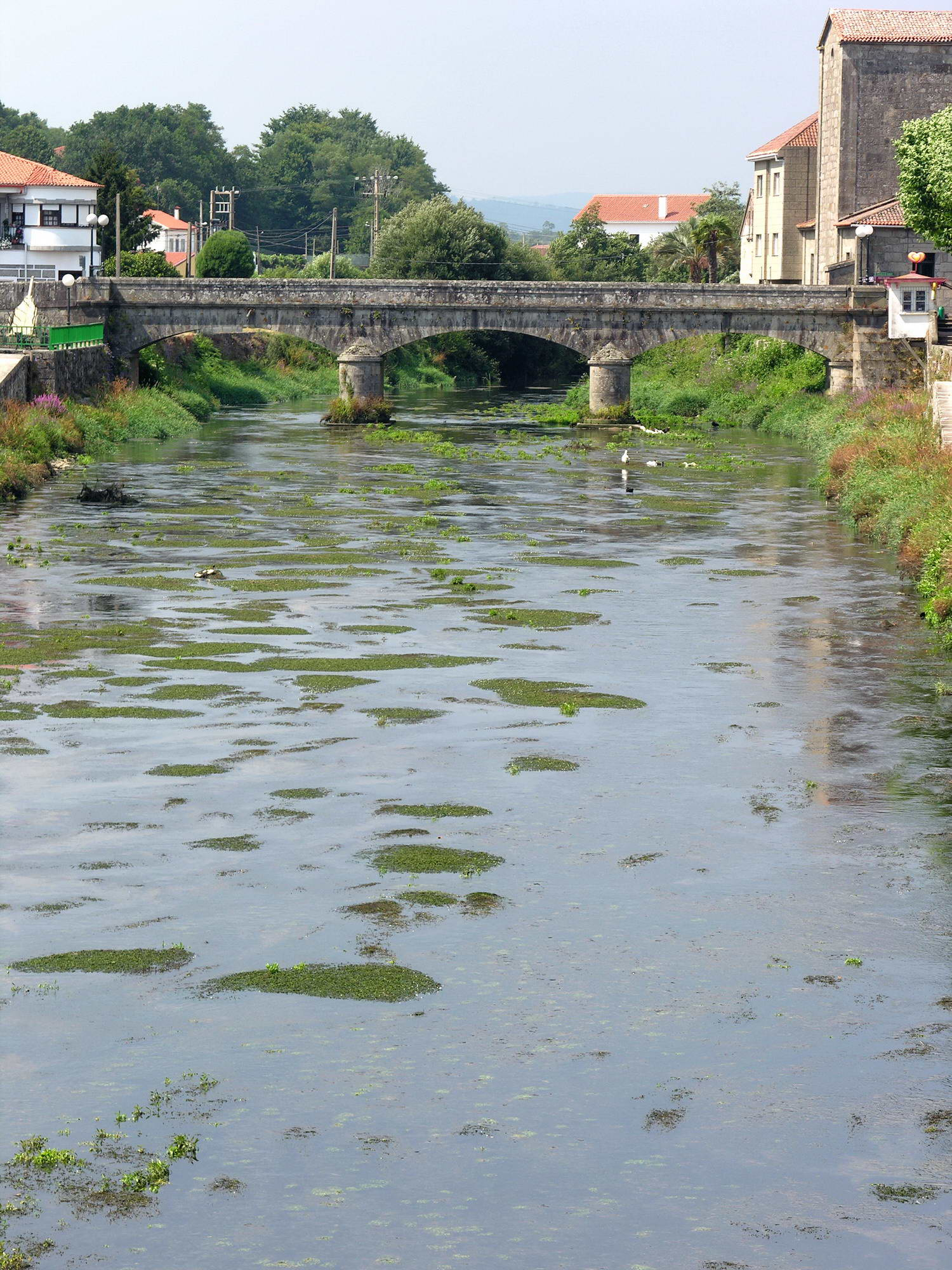
El Sar a su paso por Padrón.

Un año antes de su muerte, Rosalía de Castro publicó el que resultó ser su último libro de poemas, titulado En las orillas del Sar escrito íntegramente en lengua castellana. Aún no hay consenso entre la crítica literaria con respecto a la fecha en la que fueron creados los poemas recogidos en este libro. Sin embargo, las palabras de González Besada en su discurso de ingreso a la Real Academia Española marcaron a la crítica posterior, pues según el periódico El Progreso de Pontevedra, afirmaba que «las creaciones ahora recogidas En las orillas del Sar han visto la luz pública en 1866». Por el momento han sido infructuosas todas las búsquedas del periódico, por lo que tampoco se puede afirmar que en él se publicaran tales poesías.

### Compendio de obras prosísticas

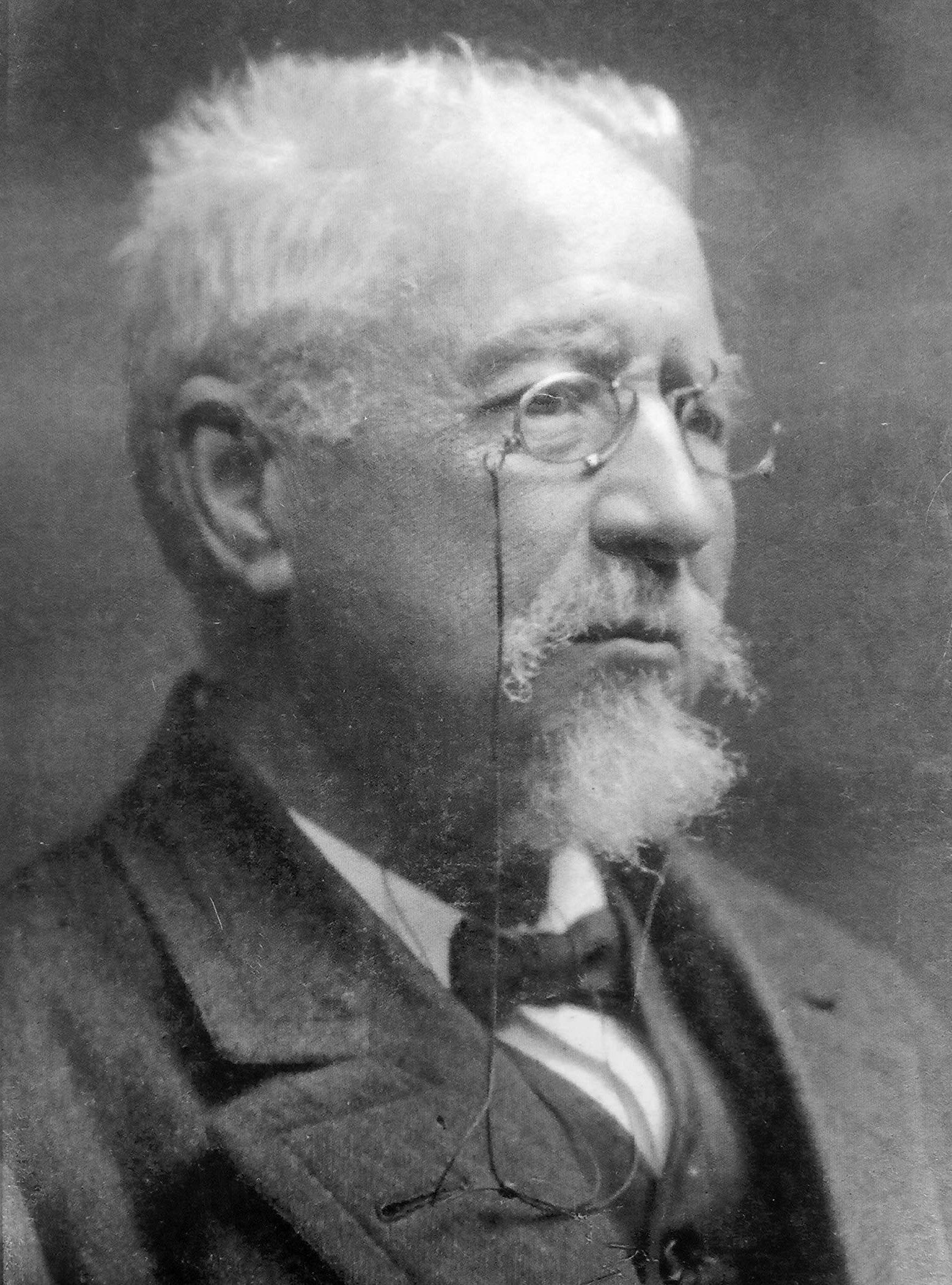
Manuel Murguía.

- Lieders (en lengua española, año 1858): este artículo publicado en El Álbum del Miño (Vigo) constituye el primer escrito en prosa en lengua castellana publicado por Rosalía de Castro, posiblemente como consecuencia de los comentarios favorables de Manuel Murguía y Benito Vicetto con respecto a su introducción en el ámbito poético.
- La hija del mar (en lengua castellana, año 1859): su permanencia en Muxía le inspiró la ambientación de esta obra en prosa,[22] que además fue la primera de las novelas de Rosalía. En ella se desenvuelve el tema del temperamento femenino, tratándose de un relato de marcado carácter reivindicativo en el que dos mujeres intentan defender su honra en medio de un ambiente predominantemente femenino. Destaca el prólogo de la novela, donde la autora, defiende los derechos de la mujer en la vida intelectual. Cita predecesoras destacadas tanto del mundo de las artes como de la política, incluyendo algunos ejemplos de mujeres luchadoras, reformadoras y poderosas en diferentes ámbitos de la vida pública. Tal como la define la catedrática Pilar García Negro, Rosalía fue una "feminista en la sombra" que reivindicó el papel de las mujeres en un momento muy complicado.[23]
- Flavio (en lengua castellana, año 1861): en esta obra aparece por primera vez el tema del amor desengañado, siendo recurrente en la poesía que cultivó a partir de este momento. Se trata de una novela de la etapa de la juventud de la autora, quién la define como un «ensayo de novela».[24]
- El caballero de las botas azules (en lengua castellana, año 1867): considerada por la crítica la más interesante de las novelas de Rosalía y calificada por esta como un «cuento extraño», constituye una enigmática fantasía satírica en la que la escritora gallega expone un surtido de relatos de corte lírico-fantástico con trazos costumbristas que tiene el objetivo de satirizar tanto la hipocresía como la ignorancia de la sociedad madrileña. Confluyen en su composición elementos provenientes de dos campos, como son la libre imaginación (influencia de E. T. A. Hoffmann) y la sátira realista de costumbres.

Hay en Madrid un palacio extenso y magnífico, como los que en otro tiempo levantaba el diablo para encantar a las damas hermosas y andantes caballeros. Vense en él habitaciones que por su elegante coquetería pudieran llamarse nidos de amor, y salones grandes como plazas públicas cuya austera belleza hiela de espanto el corazón y hace crispar los cabellos. Todo allí es agradable y artístico, todo impresiona de una manera extraña produciendo en el ánimo efectos mágicos que no se olvidan jamás.
Fragmento del capítulo I de la novela El caballero de las botas azules.

- Conto gallego (en lengua gallega, año 1864): apareció por primera vez en una publicación periódica en el año 1864, y hasta el descubrimiento de esta edición sólo se tenía conocimiento de la publicación realizada por Manuel de Castro y López en su Almanaque gallego de Buenos Aires, en el año 1923.[24] El cuento refiere un motivo tradicional de la literatura misógina en la que dos amigos hacen una apuesta con la intención de demostrar cual de ellos logra seducir a la viuda el mismo día del entierro de su marido. El trazo característico del cuento es la economía narrativa: la trama se centra en el diálogo existente entre los personajes, mientras que la voz narradora limita sus intervenciones hasta lo imprescindible.[25]
- Las literatas (en lengua castellana, año 1866).
- El cadiceño (en lengua castellana, año 1866): cuento de carácter satírico, en el que ciertos personajes se expresan en castrapo, una variante popular del castellano caracterizada por el uso de vocabulario y de expresiones tomadas del idioma gallego que no existen en castellano.
- Ruinas (en lengua castellana, año 1866): es un cuadro de costumbres centrado alrededor de tres tipos humanos, tres habitantes de una pequeña villa, ejemplares por sus valores espirituales, que se sobreponen a su decadencia social.
- El primer loco (en lengua castellana, año 1881): es una novela breve, en la que Rosalía obvia la moda realista del momento para retornar a las fórmulas románticas de su etapa más juvenil.[26]
- El domingo de ramos (en lengua castellana, año 1881).[27]
- Padrón y las inundaciones (en lengua castellana y publicado en La Ilustración Gallega y Asturiana, el 28 de febrero y el 8, 18 y 28 de marzo de 1881).
- Costumbres gallegas (en lengua castellana, año 1881): en este artículo, Rosalía critica la costumbre que existía en el litoral gallego de ofrecer una mujer de la familia al marinero recién arribado. Cumple destacar que el escrito fue objeto de críticas muy duras, dentro del territorio gallego.

## Lengua literaria
El idioma que tenían a su disposición los iniciadores del Renacimiento romántico, que eran unos completos desconocedores de los textos medievales, era una lengua dialectal empobrecida, muy erosionada por la lengua oficial y fragmentada en variedades comarcales.
No se puede afirmar que Rosalía de Castro escribiese en un dialecto determinado, aunque su elástico sistema de normas lingüísticas tenga como base geográfica las hablas de las comarcas bañadas por el Sar y el Ulla, con una clara tendencia al seseo. Como consecuencia de la precaria situación en la que se encontraba la lengua gallega escrita de la época, Rosalía solía emplear vulgarismos (probe en lugar de pobre, espranza en lugar de esperanza y dreito en lugar de dereito son algunos ejemplos), hipergalleguismos (concencia o pacencia son dos ejemplos) y castellanismos (dicha, Dios, conexo...). También son habituales en sus obras las variaciones léxicas (frores, frois, froles o dor, dore, delor) y morfológicas, mientras se adoptan diferentes soluciones para la formación del plural de las palabras agudas.
A pesar de todo, a Rosalía le interesa más la vivacidad que la pureza de la lengua gallega que usa para expresarse, lo que deja patente en el prólogo de Cantares gallegos. Es allí donde se dice que a pesar de carecer de gramáticas y de reglas, lo que propicia la aparición de errores ortográficos, la autora puso su mayor cuidado en reproducir el verdadero espíritu del pueblo gallego.

## Importancia y significado de su obra en gallego

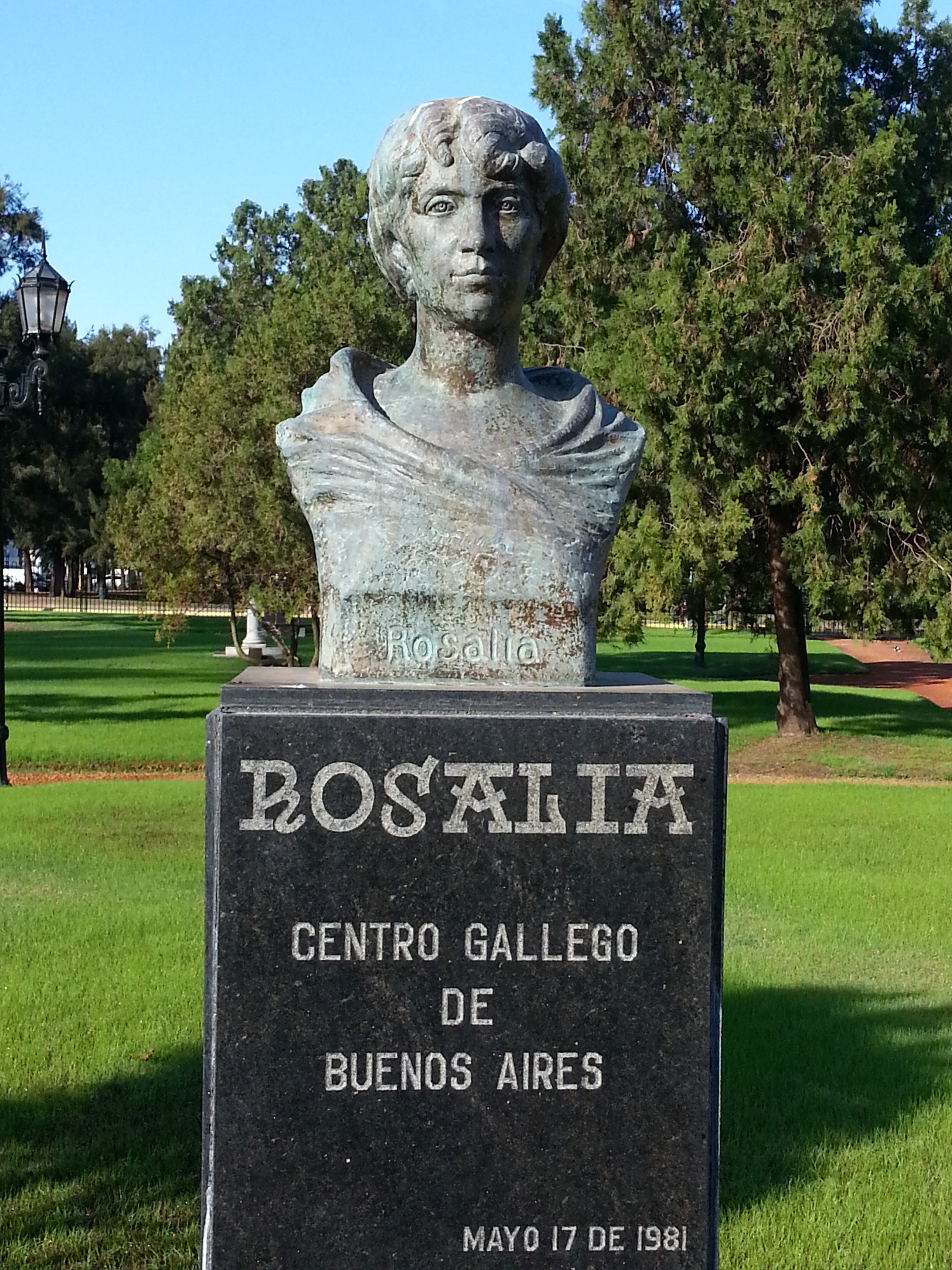
Busto de Rosalía de Castro en el Paseo de los Poetas, El Rosedal, Buenos Aires.

Con la publicación de Cantares gallegos en el año 1863 se alcanzó el momento culmen del Rexurdimento de las letras gallegas, así como se marcó un punto de inflexión en la historia de la literatura gallega. Con un elevado ejercicio lingüístico y literario, la escritora prestigió al gallego como lengua literaria (si bien este idioma ya había sido utilizado para la creación literaria, como sucede con la lírica galaicoportuguesa) y reivindicó su uso. Además, por medio de los temas tratados en Cantares gallegos, Rosalía otorga a su obra un carácter sociopolítico reflejando las duras y pésimas condiciones bajo las que se encontraba la sociedad rural gallega, al mismo tiempo que reivindicaba al gallego frente al castellano, y a Galicia frente al resto de España. Se puede decir que Rosalía pretendió defender y redescubrir a la cultura e identidad gallega, las cuales habían sido obviadas por la ideología centralista estatal. El éxito del libro se debió a la extraordinaria conexión que existió entre la escritora y las gentes de su región, llegándose al extremo de que el pueblo llegó a asumir un gran número de poemas y estrofas como versos comunitarios.
Con Follas novas Rosalía creó un universo nuevo y extremadamente personal, en el que el puro lirismo intimista alcanza la más alta realización artística, más allá de las vivencias estéticas, en una continua y angustiada pregunta sobre el sentido de la existencia humana. La poesía que se recoge en esta obra revela la conflictividad de un mundo en el que no existen valores eternos y verdades absolutas, y donde el ser humano se encuentra totalmente solo. Es la cosmovisión pesimista y angustiada la que trasluce la crisis de valores de la sociedad capitalista frente a la seguridad de la sociedad patriarcal, que aparece en descomposición por la acción de aquella.

## Las críticas e influencias posteriores
La valoración de la obra rosaliana y la mitificación de la escritora se produjeron tras su fallecimiento, puesto que a lo largo de su vida esta fue permanentemente menospreciada y marginada, quedando fuera de escritos tan relevantes como La literatura en 1881 de Leopoldo Alas y Armando Palacio Valdés. Fue necesario esperar hasta los modernistas y la generación del 98 para que reconocieran en Rosalía a una creadora afín a su espíritu.
Los mayores promotores de Rosalía de Castro fueron los escritores del 98, quienes la dieron a conocer a través de sus escritos en toda la geografía española y en la América hispanohablante, valiéndose de su gran reconocimiento social y de la reedición de muchas de las páginas que fueron escritas por ellos y que versaban sobre la escritora. Principalmente fueron Azorín y Miguel de Unamuno los más acérrimos valedores de Rosalía, quienes le dedicaron entre 1911 y 1912 un total de seis artículos que versaban sobre la escritora gallega. El resto de literatos noventayochistas no se pronunciaron en favor de Rosalía de Castro, y si lo hicieron fue de una forma muy tenue, como hizo Antonio Machado con una lacónica y tardía observación sobre la poeta. Destacó también Ramón María del Valle-Inclán, pero en este caso por las duras críticas y juicios negativos que le dedicó a la obra rosaliana, a pesar de ser amigo de su marido, Manuel Murguía, quien se había encargado de la redacción del prólogo de la obra titulada Femeninas, del mismo Valle Inclán.
El independiente Juan Ramón Jiménez también se hizo eco de la obra rosaliana, dedicándole todo tipo de elogios y considerándola como la predecesora de la revolución poética iniciada por Rubén Darío. Considerándola una poeta del litoral, al igual que hacía con Bécquer, Jiménez le otorga el calificativo de innovadora y precursora del modernismo español.
El 8 de marzo de 2017, la escritora María Reimóndez Meilán recibió el I Premio Xohana Torres de ensayo y creación audiovisual con su ensayo Rosalía de Castro, tradutora feminista, en diálogo con Erín Moure. En este ensayo se destaca el trabajo como traductora de Rosalía de Castro desde una óptica feminista para su tiempo.

## Día de las Letras Gallegas
El 20 de marzo de 1963, tres miembros numerarios de la Real Academia Gallega, Francisco Fernández del Riego, Manuel Gómez Román y Xesús Ferro Couselo, enviaron una carta al que por aquel entonces ostentaba el cargo de presidente de la institución, Sebastián Martínez Risco, en la que se sometía a consideración de la Junta General la propuesta de celebrar el centenario de la publicación de la obra Cantares gallegos, de Rosalía de Castro. El 28 de abril, a consecuencia de la propuesta elevada al presidente, tiene lugar una Junta ordinaria en los salones municipales cuyo resultado fue la declaración del Día das Letras Galegas el 17 de mayo de cada año, quedando reflejada tal decisión en el acta de la sesión.

Todos sabemos que o libro rosalián editado en 1863, ten sido a primeira obra maestra con que contóu a Literatura Galega Contemporánea. A súa aparición veu a lle dar prestixio universal á nosa fala como instrumento de creación literaria. Representa, pois, un fito decisivo na historia da renacencia cultural de Galicia.
Todos sabemos que el libro rosaliano editado en 1863, ha sido la primera obra maestra con la que contó la Literatura Gallega Contemporánea. Su aparición le proporcionó prestigio universal a nuestra habla como instrumento de creación literaria. Representa, pues, un hecho decisivo en la historia del renacimiento cultural de Galicia.
Punto primero de la carta.

Ninguén desconoce que o libro ten unha forza simbólica estraordinaria. Sendo a amosa máis reveladora do nivel cultural dos pobos, non é de estranar o afán de esparexelo e de lle abrir camiños pra ensanchar o ámpido dos seus leitores. No caso de Galicia, ningunha data máis axeitada pra enaltecer e difundir o libro eiquí producido, que a que conmemora a pubricación da obra coa que se encetóu o prestixio contemporáneo das Letras galegas.
Nadie desconoce que el libro tiene una fuerza simbólica extraordinaria. Siendo la muestra más reveladora del nivel cultural de los pueblos, no es de extrañar el afán de esparcirlo y de abrir caminos para ensanchar el ámbito de sus lectores. En el caso de Galicia, ninguna fecha es más ajustada para ensalzar y difundir el libro aquí producido, que la que conmemora la publicación de la obra con la que se formó el prestigio contemporáneo de la Letras Gallegas.
Punto quinto de la carta.

A los dos días de alcanzarse un acuerdo en el seno de la institución, el presidente de la Real Academia Gallega procedió a la comunicación del mismo al Ministerio de Información y Turismo solicitando su permiso para poder llevar a buen término la iniciativa. El 14 de mayo el delegado provincial del Ministerio al que se había acudido respondió de manera positiva a la propuesta. Así, aquel año de 1963 se honró la figura de Rosalía por medio de diversos actos que fueron promovidos por la institución académica, teniendo como sede principal la ciudad de La Coruña. No obstante en otras ciudades de toda Galicia también se promovieron distintos homenajes y actos con el objetivo de honrar tanto a la autora como a su obra.

## Reconocimientos

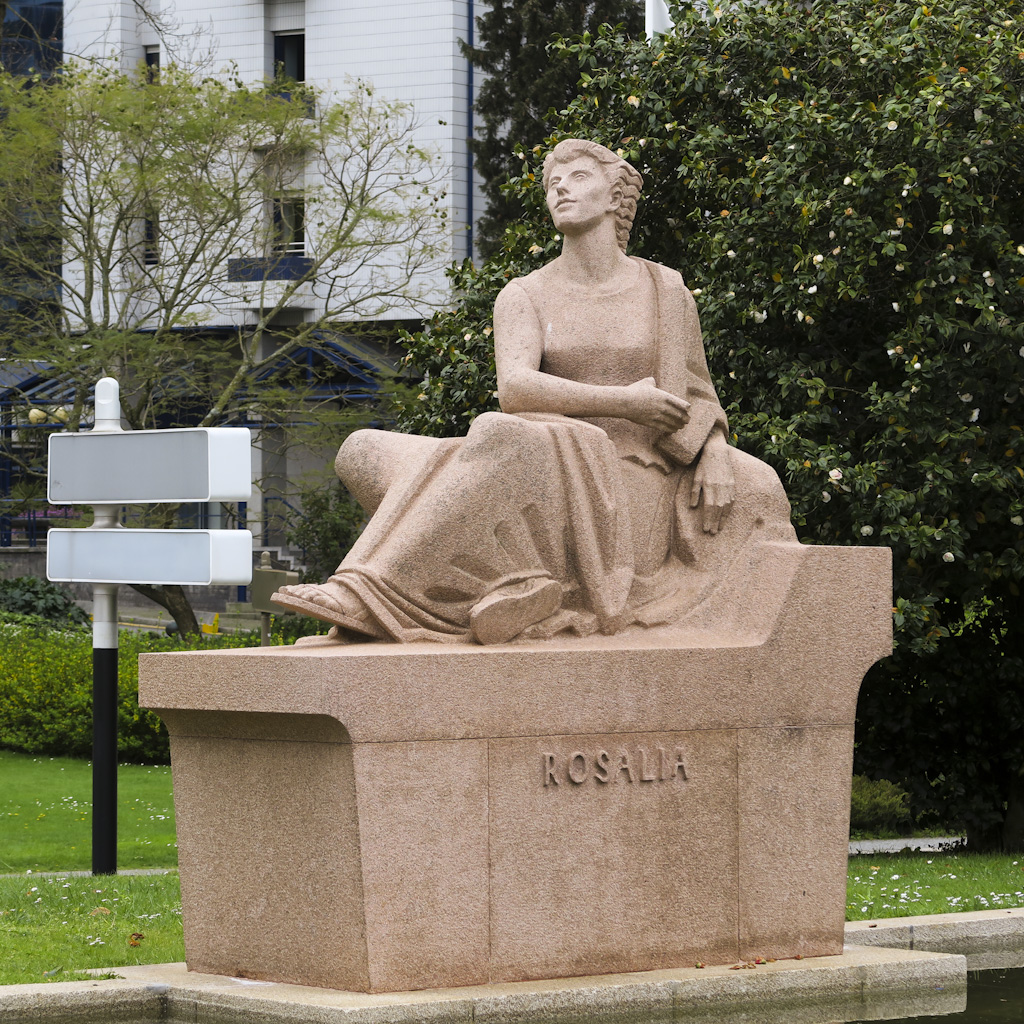
Barata Feyo, Rosalía de Castro-Denkmal, Oporto

En la actualidad son varias las instituciones, espacios públicos y bienes de consumo designados con el nombre de Rosalía de Castro, lo que pone de manifiesto el arraigo social que tiene la figura de la poeta. De este modo es posible encontrar centros de educación tanto en la comunidad autónoma de Galicia como en el resto de España, en Rusia, Venezuela (Teatro Rosalía de Castro) o Uruguay llamados igual que la escritora, a lo que se debe añadir numerosos parques, plazas y calles, asociaciones culturales, premios otorgados a personas íntimamente vinculadas a la lengua gallega y española, bibliotecas, agrupaciones folclóricas, coros musicales e incluso un vino con Denominación de Origen Rías Baixas. Sin embargo, resulta curioso que un avión de la compañía Iberia, así como una aeronave perteneciente a Salvamento Marítimo, hayan sido bautizados con el nombre de la escritora. Obviamente, también son varios los monumentos (placas conmemorativas y esculturas principalmente) dedicados a su figura en diversos países del mundo.
Con la emisión del 23 de octubre de 1979 apareció el último de los billetes de 500 pesetas, puesto que este sería sustituido en 1987 por monedas de igual valor. El billete se distinguía por presentar en el anverso el retrato de Rosalía de Castro, grabado por Pablo Sampedro Moledo, así como por mostrar en el reverso la Casa-Museo de Rosalía sita en Padrón y unos versos con la caligrafía de su autora, pertenecientes a la obra Follas novas. De esta forma, Rosalía de Castro se convirtió junto con Isabel la Católica, en el único personaje femenino no alegórico retratado en el anverso de un billete propiamente español.
El 17 de diciembre de 2019 la estrella anteriormente denominada HD 149143 fue nombrada oficialmente por la Unión Astronómica Internacional como Rosalíadecastro, la cual cuenta con un planeta extrasolar que la orbita.
El 2 de abril de 2020 el Boletín Oficial del Estado publicó el cambio de denominación del principal aeropuerto de la comunidad autónoma de Galicia por el de Aeropuerto de Santiago-Rosalía de Castro (anteriormente Aeropuerto de Santiago de Compostela o Aeropuerto de Lavacolla), dando cumplimiento a un acuerdo unánime del pleno del ayuntamiento de la capital gallega del año 2017, al cumplirse el 180 aniversario de su nacimiento.
El 26 de noviembre de 2022, por iniciativa e impulso del Lar Gallego de Navarra, el Ayuntamiento de Pamplona levantó un monumento a la escritora al tiempo que le daba nombre a una céntrica plaza situada entre la iglesia de San Francisco Javier de Pamplona y la sede del centro gallego, en la calle San Fermín, en un espacio ajardinado adyacente a la avenida de la Baja Navarra. El monumento está firmado por el artista compostelano Cándido Pazos que, según afirma, con esta obra «busca plasmar la imagen de la autora ahondando en su pensamiento».